# Lijst van voetbalinterlands Finland - Polen
Deze lijst van voetbalinterlands is een overzicht van alle officiële voetbalwedstrijden tussen de nationale teams van Finland en Polen. De landen speelden tot op heden 31 keer tegen elkaar. De eerste wedstrijd, een vriendschappelijke wedstrijd, werd gespeeld in Helsinki op 23 september 1923. Het laatste duel, een kwalificatiewedstrijd voor het Wereldkampioenschap voetbal 2026, vond plaats op 10 juni 2025 in de Finse hoofdstad.

## Wedstrijden
| №  | Plaats      | Datum             | Competitie           | Wedstrijd       | Uitslag |
| -- | ----------- | ----------------- | -------------------- | --------------- | ------- |
| 1  | Helsinki    | 23 september 1923 | Vriendschappelijk    | Finland – Polen | 5 – 3   |
| 2  | Warschau    | 10 augustus 1924  | Vriendschappelijk    | Polen – Finland | 1 – 0   |
| 3  | Helsinki    | 30 augustus 1925  | Vriendschappelijk    | Finland – Polen | 2 – 2   |
| 4  | Poznań      | 8 augustus 1926   | Vriendschappelijk    | Polen – Finland | 7 – 1   |
| 5  | Helsinki    | 17 september 1947 | Vriendschappelijk    | Finland – Polen | 1 – 4   |
| 6  | Warschau    | 17 oktober 1948   | Vriendschappelijk    | Polen – Finland | 1 – 0   |
| 7  | Helsinki    | 11 september 1955 | Vriendschappelijk    | Finland – Polen | 1 – 3   |
| 8  | Krakau      | 4 november 1956   | Vriendschappelijk    | Polen – Finland | 5 – 0   |
| 9  | Helsinki    | 5 juli 1957       | WK 1958 kwalificatie | Finland – Polen | 1 – 3   |
| 10 | Warschau    | 3 november 1957   | WK 1958 kwalificatie | Polen – Finland | 4 – 0   |
| 11 | Helsinki    | 26 september 1965 | WK 1966 kwalificatie | Finland – Polen | 2 – 0   |
| 12 | Szczecin    | 24 oktober 1965   | WK 1966 kwalificatie | Polen – Finland | 7 – 0   |
| 13 | Helsinki    | 1 september 1974  | EK 1976 kwalificatie | Finland – Polen | 1 – 2   |
| 14 | Poznań      | 9 oktober 1974    | EK 1976 kwalificatie | Polen – Finland | 3 – 0   |
| 15 | Helsinki    | 30 augustus 1978  | Vriendschappelijk    | Finland – Polen | 0 – 1   |
| 16 | Kuopio      | 8 september 1982  | EK 1984 kwalificatie | Finland – Polen | 2 – 3   |
| 17 | Warschau    | 17 april 1983     | EK 1984 kwalificatie | Polen – Finland | 1 – 1   |
| 18 | Helsinki    | 12 september 1984 | Vriendschappelijk    | Finland – Polen | 0 – 2   |
| 19 | Opole       | 17 april 1985     | Vriendschappelijk    | Polen – Finland | 2 – 1   |
| 20 | Rybnik      | 18 maart 1987     | Vriendschappelijk    | Polen – Finland | 3 – 1   |
| 21 | Warschau    | 13 maart 1991     | Vriendschappelijk    | Polen – Finland | 1 – 1   |
| 22 | Pietarsaari | 26 augustus 1992  | Vriendschappelijk    | Finland – Polen | 0 – 0   |
| 23 | Radom       | 13 april 1993     | Vriendschappelijk    | Polen – Finland | 2 – 1   |
| 24 | Ta' Qali    | 10 februari 1999  | Vriendschappelijk    | Polen – Finland | 1 – 1   |
| 25 | Poznań      | 26 april 2000     | Vriendschappelijk    | Polen – Finland | 0 – 0   |
| 26 | Bydgoszcz   | 2 september 2006  | EK 2008 kwalificatie | Polen – Finland | 1 – 3   |
| 27 | Helsinki    | 12 september 2007 | EK 2008 kwalificatie | Finland – Polen | 0 – 0   |
| 28 | Kielce      | 29 mei 2010       | Vriendschappelijk    | Polen – Finland | 0 – 0   |
| 29 | Wrocław     | 26 maart 2016     | Vriendschappelijk    | Polen – Finland | 5 – 0   |
| 30 | Gdańsk      | 7 oktober 2020    | Vriendschappelijk    | Polen – Finland | 5 − 1   |
| 31 | Helsinki    | 10 juni 2025      | WK 2026 kwalificatie | Finland – Polen | 2 – 1   |
| 32 | Chorzów     | 7 september 2025  | WK 2026 kwalificatie | Polen – Finland |         |

## Samenvatting
| Competitie        | Totaal gespeeld | Winst Finland | Gelijk | Winst Polen | Doelsaldo Finland – Polen |
| ----------------- | --------------- | ------------- | ------ | ----------- | ------------------------- |
| WK-kwalificatie   | 5               | 2             | 0      | 3           | 5 − 15                    |
| EK-kwalificatie   | 6               | 1             | 2      | 3           | 7 − 10                    |
| Vriendschappelijk | 20              | 1             | 6      | 13          | 16 − 48                   |
| Totaal            | 31              | 4             | 8      | 19          | 28 − 73                   |

Wedstrijden bepaald door strafschoppen worden, in lijn met de FIFA, als een gelijkspel gerekend.

## Details

### Dertiende ontmoeting
| EK 1976 kwalificatie (Helsinki, Finland, 1 september 1974): |       |                                        |
| Finland                                                     | 1 – 2 | Polen                                  |
| Timo Rahja 3'                                               | goals | 23' Andrzej Szarmach 51' Grzegorz Lato |

### Veertiende ontmoeting
| EK 1976 kwalificatie (Poznań, Polen, 9 oktober 1974):      |       |         |
| Polen                                                      | 3 – 0 | Finland |
| Henryk Kasperczak 12' Robert Gadocha 14' Grzegorz Lato 53' | goals |         |

### Zestiende ontmoeting
| EK 1984 kwalificatie (Kuopio, Finland, 8 september 1982): |       |                                                                               |
| Finland                                                   | 2 – 3 | Polen                                                                         |
| Ari Valvee 82' Keijo Kousa 84'                            | goals | 16' (pen.) Włodzimierz Smolarek 28' Dariusz Dziekanowski 72' Janusz Kupcewicz |

### Zeventiende ontmoeting
| Vriendschappelijk (Warschau, Polen, 17 april 1983): |       |                       |
| Polen                                               | 1 – 1 | Finland               |
| Włodzimierz Smolarek 2'                             | goals | 5' (e.d.) Paweł Janas |

### Achttiende ontmoeting
| Vriendschappelijk (Helsinki, Finland, 12 september 1984): |       |                                             |
| Finland                                                   | 0 – 2 | Polen                                       |
|                                                           | goals | 32' Dariusz Dziekanowski 62' Andrzej Pałasz |

### Negentiende ontmoeting
| Vriendschappelijk (Opole, Polen, 17 april 1985): |       |                  |
| Polen                                            | 2 – 1 | Finland          |
| Władysław Żmuda 71' Andrzej Pałasz 81'           | goals | 57' Kari Ukkonen |

### Twintigste ontmoeting
| Vriendschappelijk (Rybnik, Polen, 18 maart 1987): |       |                     |
| Polen                                             | 3 – 1 | Finland             |
| Jan Urban 10' Marek Leśniak 26' Jan Furtok 65'    | goals | 46' Jukka Ikäläinen |

### 21ste ontmoeting
| Vriendschappelijk (Warschau, Polen, 13 maart 1991): |              | |
| Polen | 1 – 1        | Finland |
| Andrzej Lesiak 12' | goals        | 20' Mika-Matti Paatelainen |
| Andrzej Strejlau | bondscoach   | Jukka Vakkila |
| Kazimierz Sidorczuk 46' Dariusz Kubicki Romuald Kujawa Piotr Soczyński Janusz Nawrocki 21' Robert Warzycha 80' Piotr Czachowski Waldemar Prusik Andrzej Lesiak Ryszard Kraus Jan Urban | opstellingen | Olli Huttunen 88' Erik Holmgren Ari Heikkinen Jari Europaeus Erkka Petäjä Kari Ukkonen Marko Myyry 59' Jari Litmanen Ari Hjelm 73' Kimmo Tarkkio 80' Mika-Matti Paatelainen |
| Adam Zejer 21' Maciej Szczęsny 46' Jacek Grembocki 80' | wissels      | 59' Harri Nyyssönen 73' Ari Tegelberg 80' Mika Lipponen 88' Markku Kanerva                                                                                                  |
| | gele kaarten | ??' Harri Nyyssönen ??' Mika Lipponen |
| - Debuut van Maciej Szczęsny (Legia Warschau) en Romuald Kujawa (MKS Zagłębie) voor Polen. - Debuut van middenvelder Harri Nyyssönen (KuPS Kuopio) voor Finland.                       |              | |

### 22ste ontmoeting
| Vriendschappelijk (Pietarsaari, Finland, 26 augustus 1992): |       |       |
| Finland                                                     | 0 – 0 | Polen |
|                                                             | goals |       |

### 23ste ontmoeting
| Vriendschappelijk (Radom, Polen, 13 april 1993): |       |                   |
| Polen                                            | 2 – 1 | Finland           |
| Marek Leśniak 30' Marek Leśniak 57'              | goals | 84' Ari Heikkinen |

### 26ste ontmoeting
| EK 2008 kwalificatie (Bydgoszcz, Polen, 2 september 2006): |       |                                                              |
| Polen                                                      | 1 – 3 | Finland                                                      |
| Łukasz Garguła 90'                                         | goals | 54' Jari Litmanen 76' (pen.) Jari Litmanen 85' Mika Väyrynen |

### 27ste ontmoeting
| EK 2008 kwalificatie (Helsinki, Finland, 12 september 2007): |       |       |
| Finland                                                      | 0 – 0 | Polen |
|                                                              | goals |       |

### 28ste ontmoeting
| Vriendschappelijk (Kielce, Polen, 29 mei 2010): |       |         |
| Polen | 0 – 0 | Finland |
| | goals |         |
| - Debuut van Adam Matuszczyk (FC Köln), Artur Sobiech (Ruch Chorzów), Przemysław Tytoń (Roda JC) en Adrian Mierzejewski (KSP Polonia) voor Polen. - Debuut van Ville Jalasto (Aalesunds FK) en Kalle Parviainen (FC Haka) voor Finland. |       |         |

### 29ste ontmoeting
| Vriendschappelijk (Wrocław, Polen, 26 maart 2016):                                             |       |         |
| Polen                                                                                          | 5 – 0 | Finland |
| Kamil Grosicki 18' Paweł Wszołek 20' Filip Starzyński 32' Paweł Wszołek 66' Kamil Grosicki 85' | goals |         |

Finse voetbalbond · A-internationals · Bondscoaches · Statistieken · Fins vrouwenelftal · Olympisch elftal · Finland U21 · Finland U20 · Finland U19 · Finland U18 · Finland U17 · Finland U16
1911 – 1919 ·
1920 – 1929 ·
1930 – 1939 ·
1940 – 1949 ·
1950 – 1959 ·
1960 – 1969 ·
1970 – 1979 ·
1980 – 1989 ·
1990 – 1999 ·
2000 – 2009 ·
2010 – 2019 ·
2020 − 2029
EK 2020
OS 1912 ·
OS 1936 ·
OS 1952 ·
OS 1980
1911 · 
1912 · 
1913 · 
1914 · 
1915 · 1916 · 1917 · 1918 · 
1919 · 
1920 · 
1921 · 
1922 · 
1923 · 
1924 · 
1925 · 
1926 · 
1927 · 
1928 · 
1929 · 
1930 · 
1931 · 
1932 · 
1933 · 
1934 · 
1935 · 
1936 · 
1937 · 
1938 · 
1939 · 
1940 · 
1941 · 
1942 · 
1943 · 
1944 · 
1945 · 
1946 · 
1947 · 
1948 · 
1949 · 
1950 · 
1952 · 
1952 · 
1953 · 
1954 · 
1955 · 
1956 · 
1957 · 
1958 · 
1959 · 
1960 · 
1961 · 
1962 · 
1963 · 
1964 · 
1965 · 
1966 · 
1967 · 
1968 · 
1969 · 
1970 · 
1971 · 
1972 · 
1973 · 
1974 · 
1975 · 
1976 · 
1977 · 
1978 · 
1979 · 
1980 · 
1981 · 
1982 · 
1983 · 
1984 · 
1985 · 
1986 · 
1987 · 
1988 · 
1989 · 
1990 · 
1991 · 
1992 · 
1993 · 
1994 · 
1995 · 
1996 · 
1997 · 
1998 · 
1999 · 
2000 · 
2001 · 
2002 · 
2003 · 
2004 · 
2005 · 
2006 · 
2007 · 
2008 · 
2009 · 
2010 · 
2011 · 
2012 · 
2013 · 
2014 · 
2015 · 
2016 · 
2017 · 
2018 ·
2019 ·
2020
Albanië ·
Algerije ·
Andorra ·
Armenië ·
Azerbeidzjan ·
Bahrein ·
Barbados ·
België ·
Bermuda ·
Bolivia ·
Bosnië en Herzegovina ·
Brazilië ·
Bulgarije ·
Canada ·
Chili ·
China ·
Colombia ·
Costa Rica ·
Cyprus ·
Denemarken ·
DDR ·
(West-)Duitsland ·
Ecuador ·
Egypte ·
Engeland ·
Estland ·
Faeröer ·
Frankrijk ·
Georgië ·
Griekenland ·
Honduras ·
Hongarije ·
Ierland ·
IJsland ·
India ·
Irak ·
Israël ·
Italië ·
Japan ·
Jemen ·
Joegoslavië ·
Jordanië ·
Kameroen ·
Kazachstan ·
Koeweit ·
Kosovo ·
Kroatië ·
Letland ·
Liechtenstein ·
Litouwen ·
Luxemburg ·
Maleisië ·
Malta ·
Marokko ·
Mexico ·
Moldavië ·
Montenegro ·
Nederland ·
Noord-Ierland ·
Noord-Korea ·
Noord-Macedonië ·
Noorwegen ·
Oekraïne · 
Oman ·
Oostenrijk ·
Peru ·
Polen ·
Portugal ·
Qatar ·
Roemenië ·
Rusland ·
San Marino ·
Saoedi-Arabië ·
Schotland ·
Servië ·
Servië en Montenegro ·
Singapore ·
Slovenië ·
Slowakije ·
Sovjet-Unie ·
Spanje ·
Thailand ·
Trinidad en Tobago ·
Tsjechië ·
Tsjecho-Slowakije ·
Tunesië ·
Turkije ·
Uruguay ·
Verenigde Arabische Emiraten ·
Verenigde Staten ·
Wales ·
Wit-Rusland ·
Zuid-Korea ·
Zweden ·
Zwitserland
België (2021) · 
Denemarken (2021) · 
Rusland (2021)
Poolse voetbalbond · A-internationals · Selecties · Statistieken · Pools vrouwenelftal · Olympisch elftal · Polen U21 · Polen U20 · Polen U19 · Polen U18 · Polen U17 · Polen U16
1921 – 1929 ·
1930 – 1939 ·
1940 – 1949 ·
1950 – 1959 ·
1960 – 1969 ·
1970 – 1979 ·
1980 – 1989 ·
1990 – 1999 ·
2000 – 2009 ·
2010 – 2019 ·
2020 – 2029
EK 2008 · 
EK 2012 · 
EK 2016 · 
EK 2020
WK 1938 ·
WK 1974 ·
WK 1978 ·
WK 1982 ·
WK 1986 ·
WK 2002 ·
WK 2006 ·
WK 2018
OS 1924 ·
OS 1936 ·
OS 1972 ·
OS 1976 ·
OS 1992
1921 · 
1922 · 
1923 · 
1924 · 
1925 · 
1926 · 
1927 · 
1928 · 
1929 · 
1930 · 
1931 · 
1932 · 
1933 · 
1934 · 
1935 · 
1936 · 
1937 · 
1938 · 
1939 · 
1940–1946 · 
1947 · 
1948 · 
1949 · 
1950 · 
1951 · 
1952 · 
1953 · 
1954 · 
1955 · 
1956 · 
1957 · 
1958 · 
1959 · 
1960 · 
1961 · 
1962 · 
1963 · 
1964 · 
1965 · 
1966 · 
1967 · 
1968 · 
1969 · 
1970 · 
1971 · 
1972 · 
1973 · 
1974 · 
1975 · 
1976 · 
1977 · 
1978 · 
1979 · 
1980 · 
1981 · 
1982 · 
1983 · 
1984 · 
1985 · 
1986 · 
1987 · 
1988 · 
1989 · 
1990 · 
1991 · 
1992 · 
1993 · 
1994 · 
1995 · 
1996 · 
1997 · 
1998 · 
1999 · 
2000 · 
2001 · 
2002 · 
2003 · 
2004 · 
2005 · 
2006 · 
2007 · 
2008 · 
2009 · 
2010 · 
2011 · 
2012 · 
2013 · 
2014 ·
2015 ·
2016 ·
2017 ·
2018 ·
2019 ·
2020 ·
2021
Albanië ·
Algerije ·
Andorra ·
Argentinië ·
Armenië ·
Australië ·
Azerbeidzjan ·
België ·
Bolivia ·
Bosnië en Herzegovina ·
Brazilië ·
Bulgarije ·
Canada ·
Chili ·
China ·
Colombia ·
Costa Rica ·
Cyprus ·
DDR ·
Denemarken ·
Duitsland ·
Ecuador ·
Egypte ·
Engeland ·
Estland ·
Faeröer · 
Finland ·
Frankrijk ·
Georgië ·
Gibraltar ·
Griekenland ·
Guatemala ·
Haïti ·
Hongarije ·
Ierland ·
India ·
Irak ·
Iran ·
Israël ·
Italië ·
Ivoorkust ·
IJsland ·
Japan ·
Joegoslavië ·
Kameroen ·
Kazachstan ·
Koeweit ·
Kroatië ·
Letland ·
Libië ·
Liechtenstein ·
Litouwen ·
Luxemburg ·
Marokko ·
Malta ·
Mexico ·
Moldavië ·
Montenegro ·
Nederland ·
Nieuw-Zeeland ·
Nigeria ·
Noord-Ierland ·
Noord-Korea ·
Noord-Macedonië ·
Noorwegen ·
Oekraïne ·
Oostenrijk ·
Peru ·
Portugal ·
Roemenië ·
Rusland ·
San Marino ·
Saoedi-Arabië · 
Schotland ·
Senegal ·
Servië ·
Servië en Montenegro · 
Singapore ·
Slovenië ·
Slowakije ·
Sovjet-Unie ·
Spanje ·
Thailand · 
Tsjechië ·
Tsjecho-Slowakije ·
Tunesië ·
Turkije ·
Uruguay ·
Verenigde Arabische Emiraten ·
Verenigde Staten ·
Wales ·
Wit-Rusland ·
Zuid-Afrika ·
Zuid-Korea ·
Zweden ·
Zwitserland
België (1982) ·
Colombia (2018) ·
Costa Rica (2006) ·
Duitsland (2006) ·
Duitsland (2008) ·
Duitsland (2016) ·
Ecuador (2006) ·
Frankrijk (1982) ·
Frankrijk (2022) ·
Griekenland (2012) ·
Italië (1982, 1) ·
Italië (1982, 2) ·
Japan (2018) ·
Kameroen (1982) ·
Kroatië (2008) ·
Noord-Ierland (2016) ·
Oostenrijk (2008) ·
Peru (1982) ·
Rusland (2012) ·
Senegal (2018) ·
Slowakije (2021) ·
Sovjet-Unie (1982) ·
Spanje (2021) ·
Tsjechië (2012) ·
Zweden (2021)